# آر كيو -11 رافين

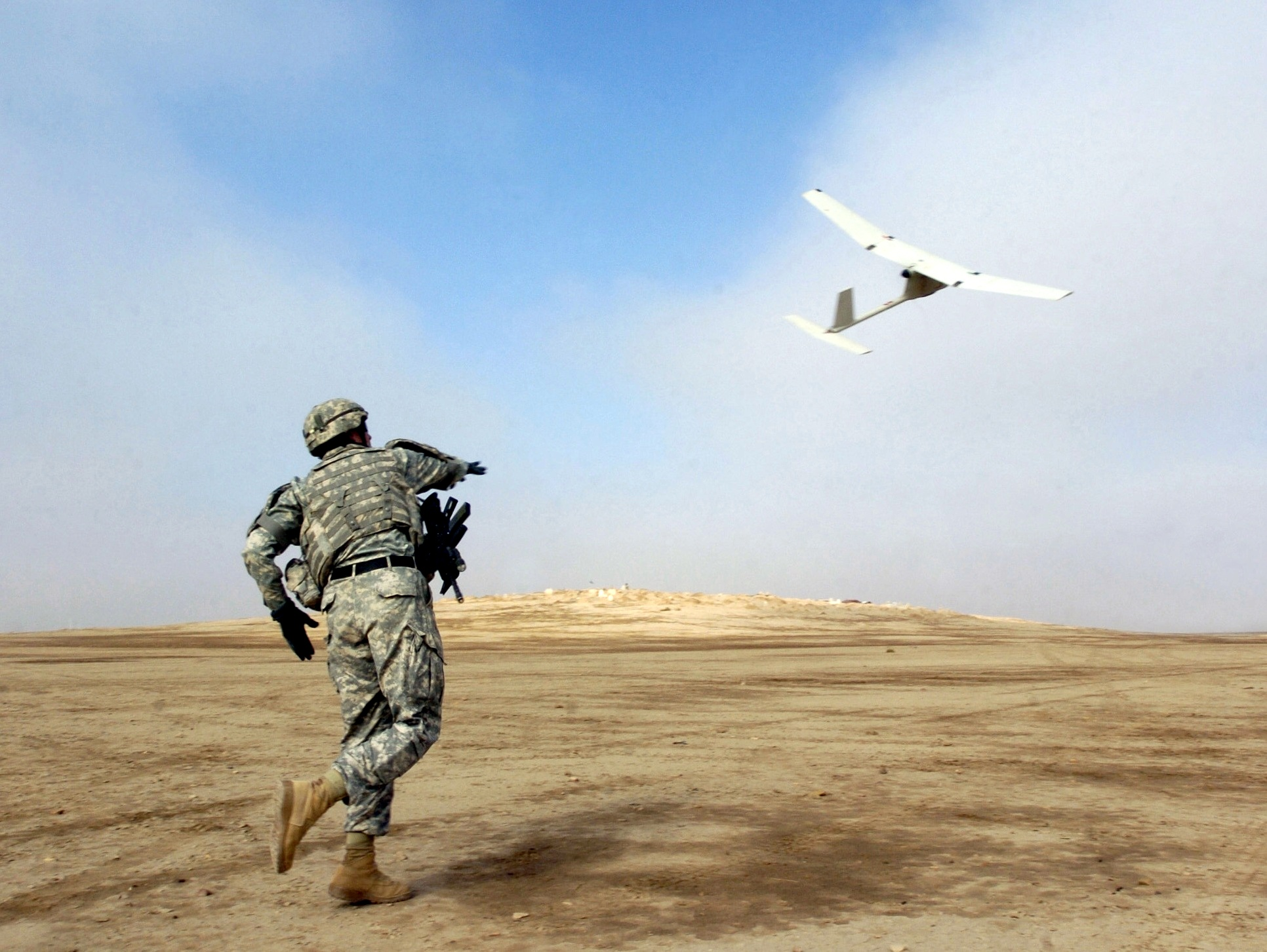
إطلاق الطائرة من قبل جندي أمريكي

آر كيو -11 رافين (بالإنجليزية: RQ-11 raven)‏ أو الغراب هي طائرة بدون طيار أمريكية الصنع من طرف شركة ايروفيرونمنت
تستخدم بشكل رئيسي من طرف الجيش الأمريكي وفي العراق على وجه الخصوص لمحاربة الإرهاب.

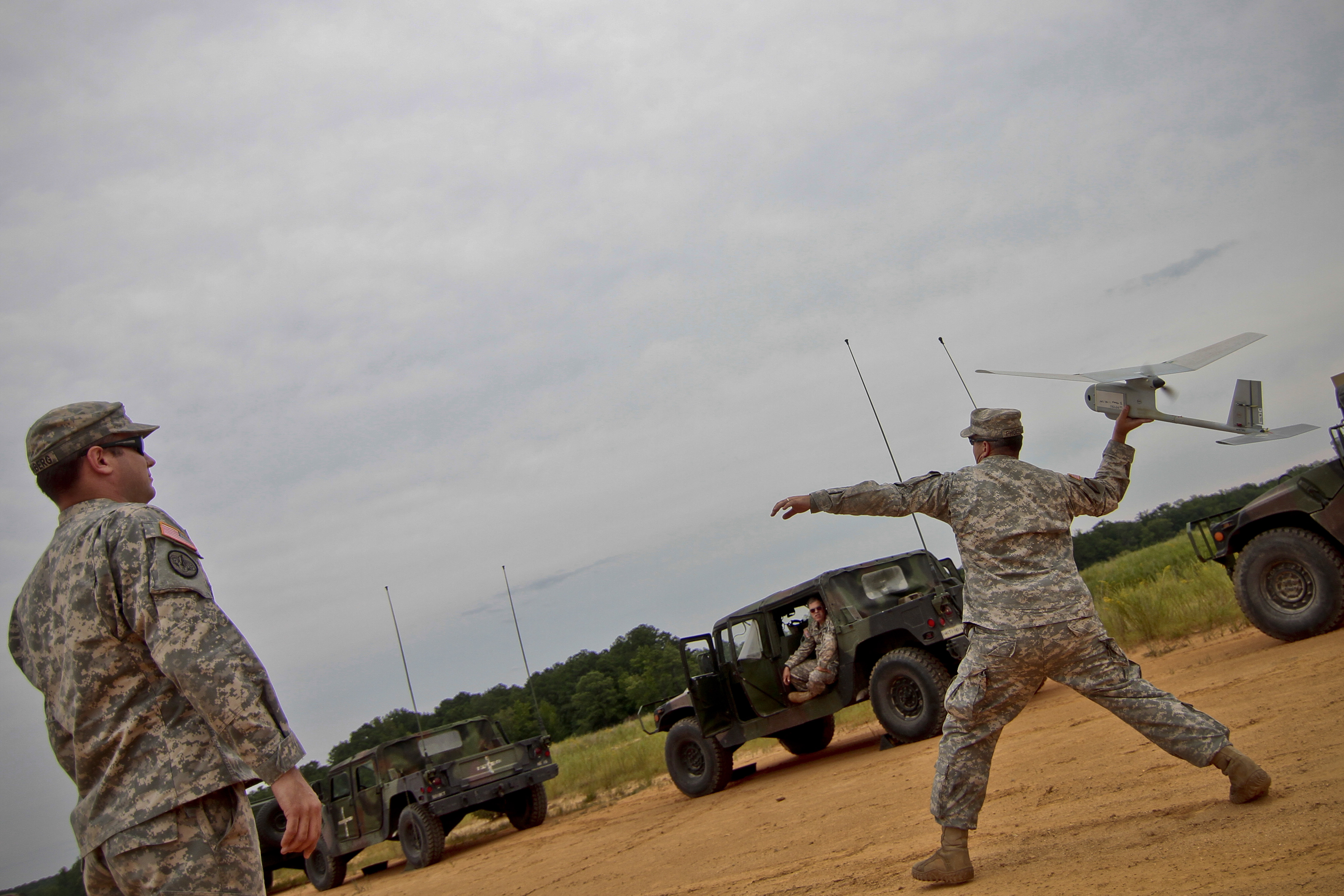
طائرة آر كيو-11 في تدريب للجيش الأمريكي

تطلق الطائرة يدويا قبل اشتغال محركها الكهربائي لتطير بشكل عادي، أو من عربة هامفي.

## الخصائص العامة
| الخاصية       | المقدار         |
| ------------- | --------------- |
| الطول         | 1,3 م           |
| العرض         | 1,1م            |
| الوزن         | 6,7 كلغ (فارغة) |
| السرعة القصوى | 95 كلم/سا       |
| المدى         | 10 كلم          |
| سقف العمليات  | 5 كلم           |

## المشغلون

### المشغلين الحاليين

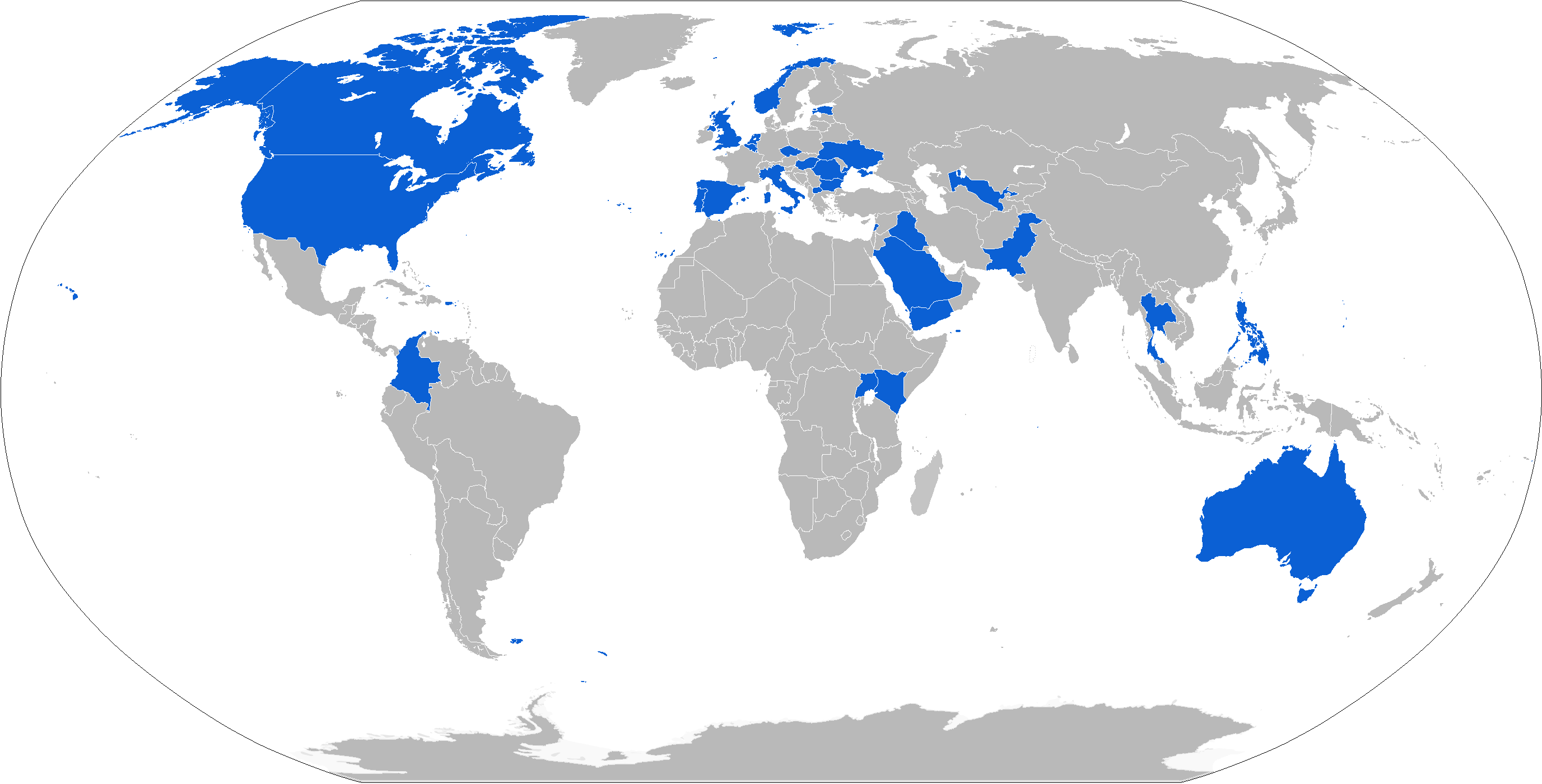
خريطة مع مشغلي AeroVironment RQ-11 Raven العسكرية باللون الأزرق

أستراليا
 بلجيكا
 بلغاريا
 كندا
 كولومبيا
 جمهورية التشيك
 إستونيا
 إسبانيا
 المجر
 العراق
 إيطاليا
 كينيا
 لبنان 12 نظام 
 لوكسمبورغ
 مقدونيا غير معروف
 هولندا
 النرويج
 الفلبين
 رومانيا
 السعودية
 تايلاند
 المملكة المتحدة
 الولايات المتحدة 5,000
 أوكرانيا 72
 باكستان
 أوغندا
 اليمن